# The Love Witch
The Love Witch (título original e português brasileiro) ou A Feiticeira do Amor (português europeu) é um filme de terror e comédia estadunidense de 2016 escrito, editado, dirigido, produzido e marcado por Anna Biller. O filme é estrelado por Samantha Robinson como Elaine Parks, uma bruxa moderna que usa feitiços e magia para fazer os homens se apaixonarem por ela com resultados desastrosos. Filmado em Los Angeles e Arcata, Califórnia, estreou no Festival Internacional de Cinema de Roterdã. Em maio de 2016, foi adquirido para distribuição no Cannes Marché du Film pela Oscilloscope Laboratories.
O filme recebeu um lançamento limitado nos cinemas dos Estados Unidos em 11 de novembro de 2016. The Love Witch foi filmado em filme de 35 mm e impresso a partir de um negativo original cortado. O filme foi aclamado pela crítica por sua homenagem lúdica aos filmes de terror e Technicolor dos anos 1960, combinados com sua investigação séria sobre os papéis de gênero contemporâneos. Em 2021, a interpretação de Elaine por Robinson no filme foi incluída na lista da The New Yorker das melhores atuações cinematográficas do século XXI.

## Elenco
- Samantha Robinson como Elaine Parks
- Gian Keys como Griff Meadows
- Laura Waddell como Trish
- Jeffrey Vincent Parise como Wayne Peters
- Jared Sanford como Gahan
- Robert Seeley como Richard
- Jennifer Ingrum como Barbara
- Randy Evans como Steve
- Clive Ashborn como  Professor King
- Lily Holleman como Shelley Curtis
- Stephen Wozniak como Jerry
- Elle Evans como Star
- Fair Micaela Griffin como Moon

## Temas
The Love Witch usa a figura da bruxa como uma metáfora para as mulheres em geral, tanto como uma personificação dos medos dos homens em relação às mulheres, quanto dos próprios poderes inatos de intuição das mulheres e como mães e feiticeiras. A personagem principal do filme é uma jovem que usa magia para fazer os homens amá-la. Sua personagem é um exame do arquétipo da femme fatale. O filme abraça o campo do terror dos anos 1960, examinando questões de amor, desejo e narcisismo por meio de uma perspectiva feminista. Anna Biller é uma cineasta feminista cuja visão do cinema é influenciada pela teoria do cinema feminista.

## Produção
Enquanto escrevia o roteiro de The Love Witch, Biller estava lendo livros de autoajuda sobre relacionamentos, e um conselho em particular que lhe chamou a atenção foi que se uma mulher quer manter um homem por perto, ela deve amá-lo menos do que ele a ama. Ela percebeu um paralelo entre esse conselho e as personagens femininas do cinema clássico que amam alguém até a morte, como Ellen em Leave Her to Heaven, então ela decidiu criar a personagem Elaine no mesmo estilo. Biller também estudou bruxaria como pesquisa para o filme, incluindo tentar sua própria prática de bruxaria, e acabou decorando o apartamento de Elaine com cores do baralho de tarô de Thoth.
O elenco para o filme envolveu um processo de audição típico, e Biller disse que o papel mais difícil de preencher foi o de Trish. Embora ela não pretendesse que uma atriz inglesa fizesse esse papel, ela não conseguiu encontrar nenhuma americana que fosse a certa para ele. Biller escolheu Samantha Robinson para o papel principal porque ela achava que Robinson era "muito equilibrada e muito segura de si e ela [tinha] uma qualidade particular que é muito diferente da maioria das pessoas hoje em dia". Depois que Robinson aceitou o papel, ela e Biller assistiram a uma série de filmes clássicos apresentando mulheres com "ótima performance sociopática". As duas colaboraram de perto para desenvolver a personagem de Elaine para que a própria personalidade de Robinson pudesse moldar a personagem, e após esse período de workshop Biller reescreveu partes do roteiro para ajustar suas descobertas.
As filmagens ocorreram em um estúdio de som por duas semanas e, em seguida, em locais específicos para o resto das filmagens, incluindo Eureka, Califórnia. As cenas da sala de chá foram filmadas no Herald Examiner Building em Los Angeles.
O filme é altamente estilizado com cenários e figurinos elaborados e uma paleta de cores para combinar com a estética de um filme Technicolor dos anos 1960. Embora o filme emule um visual dos anos 1960, a história se passa nos dias atuais e apresenta carros e celulares modernos. Um dos objetivos declarados de Biller é trazer o "glamour feminino" de volta aos filmes, e ela acredita que incluir cenários e adereços elegantes e detalhados irá satisfazer as fantasias das mulheres em vez das dos homens, e dará aos espectadores mais para olhar na tela, em vez de focar sua atenção nas personagens femininas como objetos sexuais. Anna Biller projetou os cenários e figurinos para imitar o estilo dos filmes clássicos de Hollywood, um processo de anos que envolveu a busca pelos móveis vintage necessários em lojas de salvamento ou criá-los ela mesma se não conseguisse encontrar um. Por exemplo, Biller levou 6 meses para fazer o tapete pentagrama de Elaine do zero. O figurino foi tratado da mesma forma: Biller encontrou peças vintage que funcionaram bem para o filme, como vestidos Gunne Sax dos anos 60 e 70, mas muitas peças importantes ela teve que fazer ela mesma. Em alguns casos, ela encontrou roupas vintage com tecido em cores que não são mais vendidas para reconstruir conforme necessário, em outros casos ela fez peças do zero. Ela passou mais de um ano trabalhando em tempo integral projetando e construindo os figurinos renascentistas para a cena do casamento simulado.
Ela colaborou estreitamente com seu diretor de fotografia M. David Mullen, que é um especialista em cinematografia de época e que foi indicado a dois Independent Spirit Awards, para criar o estilo de iluminação forte característico dos filmes clássicos de Hollywood. Filtros de difusão foram usados na lente para certas tomadas em close-up, e uma lente caleidoscópica especial foi usada para a sequência da viagem de drogas. Para as cenas de direção, a fotografia de projeção traseira foi usada para dar glamour à atriz principal e em homenagem à abertura do filme de Alfred Hitchcock The Birds. Os atores desempenharam seus papéis em um estilo clássico de atuação de apresentação, com Samantha Robinson recebendo elogios por sua performance estilizada. The Love Witch é um dos últimos filmes a cortar um negativo original da câmera em filme de 35 mm. Foi o único novo longa-metragem (não de repertório) apresentado no Festival Internacional de Cinema de Roterdã de 2016 em filme de 35 mm.

## Recepção

### Resposta crítica
The Love Witch recebeu aclamação universal. No site agregador de resenhas Rotten Tomatoes, o filme tem uma taxa de aprovação de 95% com base em 114 resenhas, com uma classificação média de 7,6/10. O consenso dos críticos do site diz: "The Love Witch oferece uma homenagem visual absorvente a uma era passada, organizada sutilmente a serviço de uma meditação instigante sobre a batalha dos sexos." O Metacritic, que usa uma média ponderada, atribuiu ao filme uma pontuação de 82 em 100, com base em 27 resenhas de críticos, indicando "aclamação universal". O filme é listado como "Metacritic imperdível".
Em uma crítica para o The New York Times, A. O. Scott escreveu: "O filme da Sra. Biller, como sua heroína, apresenta uma superfície fascinante, perfeitamente composta e de cores vivas. O que está por baixo é maravilhosamente escuro, como o próprio amor."
The Love Witch está listado no número 41 na lista do Rotten Tomatoes dos 100 melhores filmes de terror. Ele entrou na lista da Rolling Stone dos 10 melhores filmes de terror de 2016, na lista da The New Yorker dos melhores filmes de 2016, e na lista da IndieWire dos melhores filmes de 2016.

### Prêmios e indicações
The Love Witch venceu empatado o Trailblazer Award e Melhor Figurino no Chicago Indie Critics Awards, e ganhou o Michael Cimino Best Film Award no American Independent Film Awards. O Dublin Film Critics' Circle premiou M. David Mullen com Melhor Cinematografia. Samantha Robinson foi indicada como Melhor Atriz no Fangoria Chainsaw Awards de 2017 por sua atuação como Elaine, e Emma Willis foi indicada ao Technical Achievement Award por seu cabelo e maquiagem no filme pelo London Film Critics' Circle. Em um editorial do New York Times, A. O. Scott mencionou Biller como digna de receber um Oscar de melhor roteiro original.